# Neuillac
Neuillac település Franciaországban, Charente-Maritime megyében. Lakosainak száma 316 fő (2022. január 1.). Neuillac Chadenac, Jarnac-Champagne, Neulles, Saint-Germain-de-Lusignan, Sainte-Lheurine és Réaux sur Trèfle községekkel határos.

## Népesség
A település népességének változása:
| Lakosok száma | 302  | 237  | 214  | 270  | 307  | 303  | 302  | 302  | 302  | 316  |
|               | 1968 | 1982 | 1990 | 2006 | 2013 | 2015 | 2017 | 2019 | 2020 | 2022 |